# Église Sainte-Rita de Marseille
Pour les articles homonymes, voir Église Sainte-Rita.
L'église Sainte-Rita est un lieu de culte catholique situé à Marseille, dans le quartier des Trois-Lucs, 366 avenue des poilus, juste au niveau du col entre la vallée du Jarret au nord vers Allauch et la vallée de l'Huveaune au sud aux limites du Marseille du XIXe siècle.

## Histoire
Le village des Trois-Lucs n'a commencé à se développer qu'au début du XXe siècle, avec l'arrivée du tramway reliant au cœur de Marseille ce lieu excentré. Bientôt, la nécessité d'un lieu de culte se fait sentir. La famille Camau offre un terrain à la condition expresse que la chapelle qui y sera construite soit dédiée à sainte Rita en souvenir de leur fille décédée. Le curé de la paroisse, l'abbé Jean-Baptiste Gandolfi, a la charge de la réalisation de l'édifice. Modeste, en briques, elle est inaugurée en 1932 par Mgr Dubourg, évêque de Marseille. Le curé suivant, l'Abbé Breysse (1936-1948) la transforme et l'embellit, construit une salle paroissiale, puis les sacristies, et remplace le clocheton par un petit clocher provençal faisant porche.
En 1948 la chapelle est érigée en paroisse. Le premier curé, l'abbé Lafont, estime l'église trop petite pour recevoir les paroissiens, et fait appel à leur générosité pour bâtir une église. La première pierre est bénie en 1955, le gros œuvre terminé et l'église inaugurée en 1956. En 1958, les cloches sont placées et bénies. En 1959, l'autel de la chapelle de sainte Rita est béni, et le maître-autel consacré.
En 1998, Mgr Panafieu consacre officiellement l'église à sainte Rita.

## Description
Le bâtiment n'est pas orienté et mesure trente mètres environ, son axe est nord-est sud-ouest avec portail et parvis au nord-est. Son plan cruciforme est de type Église-halle avec nef unique et deux chapelles latérales formant transept ; le Presbytère de même hauteur jouxte le transept nord. La toiture à deux pentes, portée par de grands arcs de béton armé, se poursuit sans discontinuité au-dessus des chapelles. À l'intérieur, pas de plafond, seule une tribune prolongée par des galeries latérales coupe le volume. Le choeur est éclairé par une verrière en plafond représentant le Coeur-Sacré de Jésus entouré de colombes et de la couronne d'épine. Le clocher, placé au-dessus du chœur, est un Clocher-mur percé de trois fenêtres superposées dans lesquelles sont placées les trois cloches : Rita, sol (octave 3), Louise, la (octave 3) et Marie-Madeleine, si (octave 3), toutes les trois fondues en 1958 par la Fonderie Paccard à Annecy-le-Vieux. Trois vitraux sur la façade principale évoquent les « trois lumières » (Tres Luces) du quartier. Au-dessus du portail, le tympan en bas-relief représente sainte Rita en religieuse entourée des abeilles qui l'auraient entourée à son baptême et porte l'inscription « Je puis tout dans le Christ qui est ma force ».

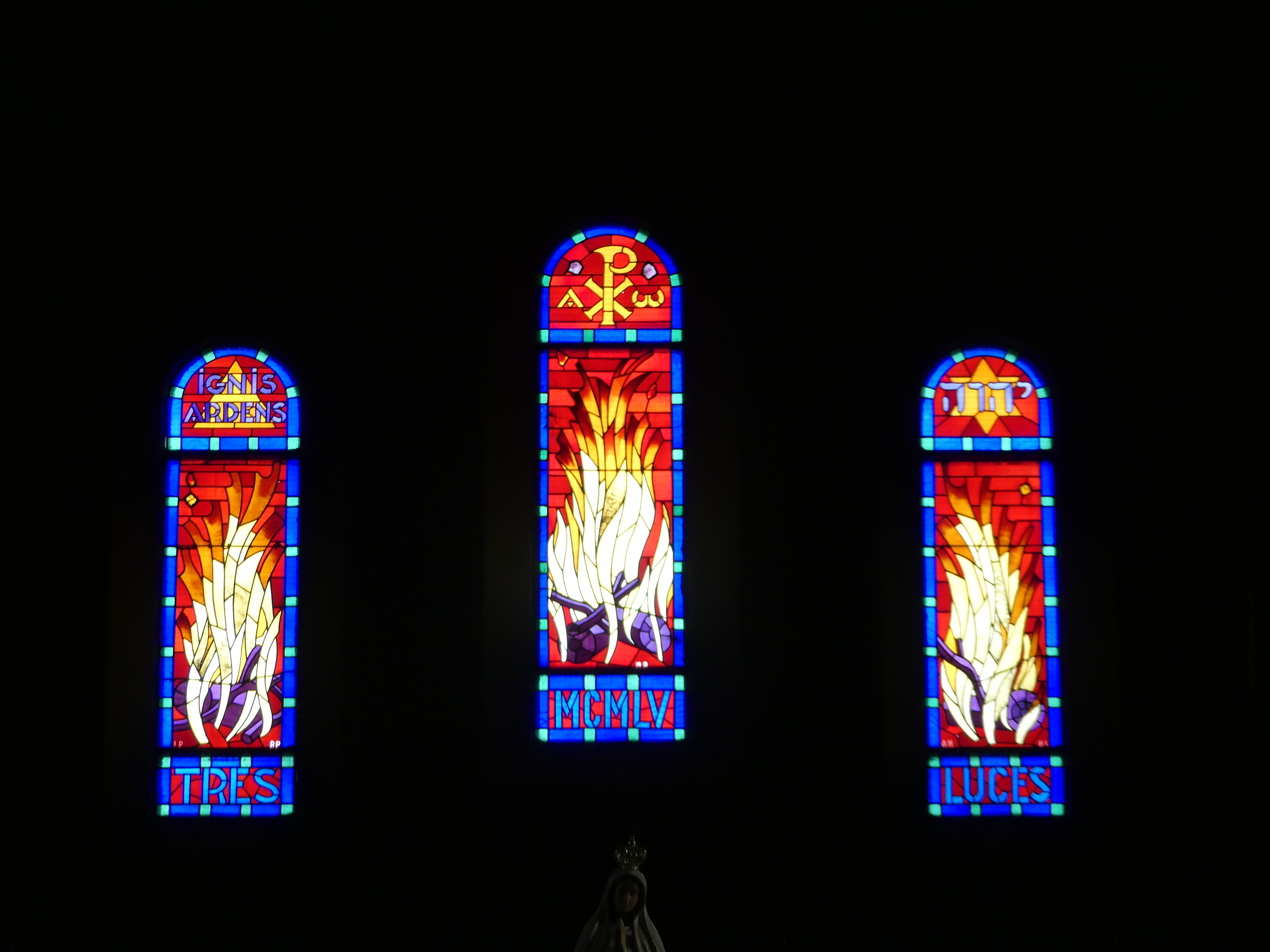
Les vitraux de la façade: les trois Lucs
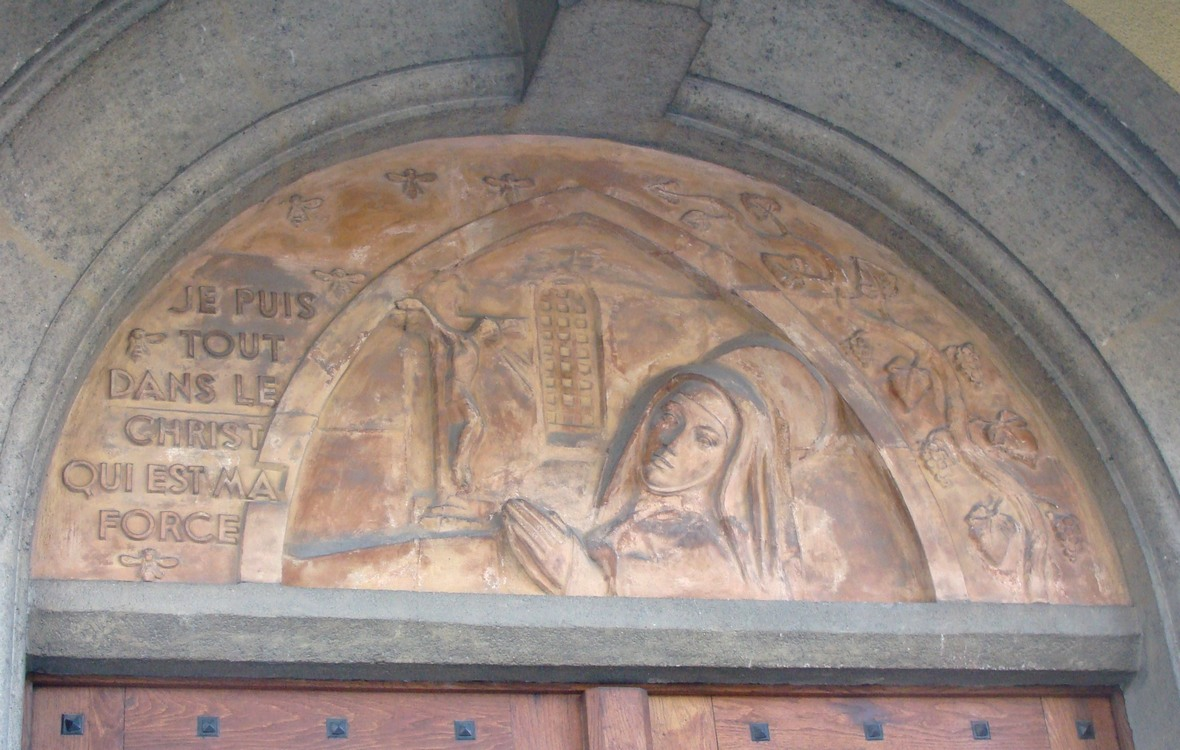
Tympan
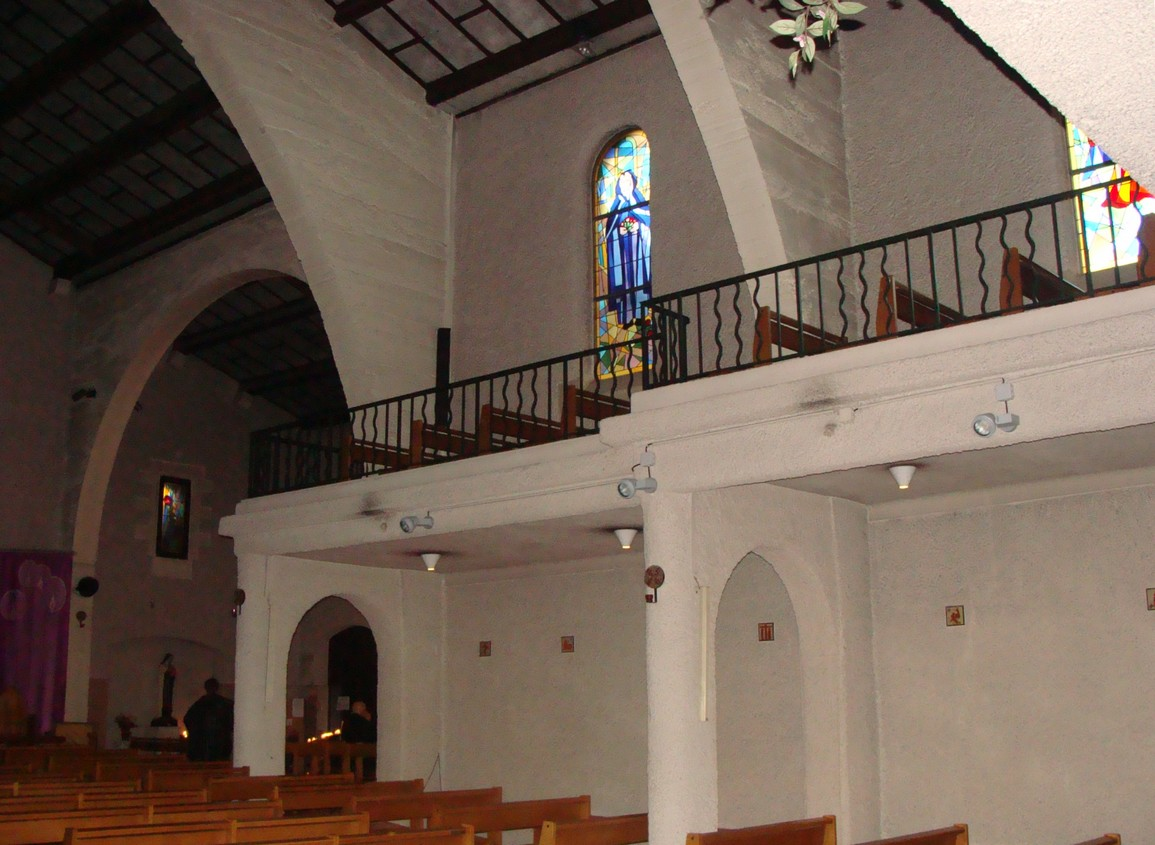
L'intérieur de l'église, vue latérale
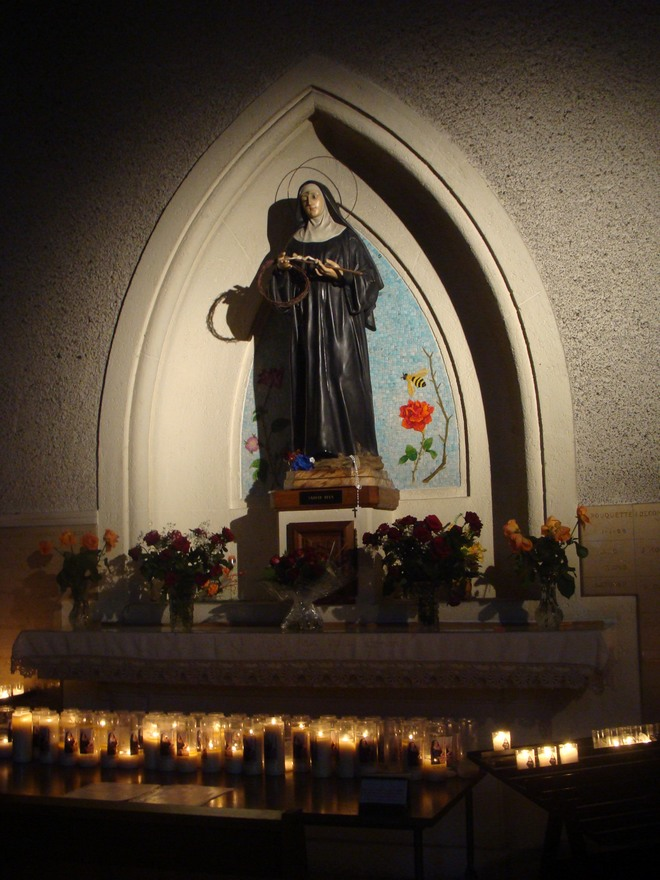
La chapelle de sainte Rita
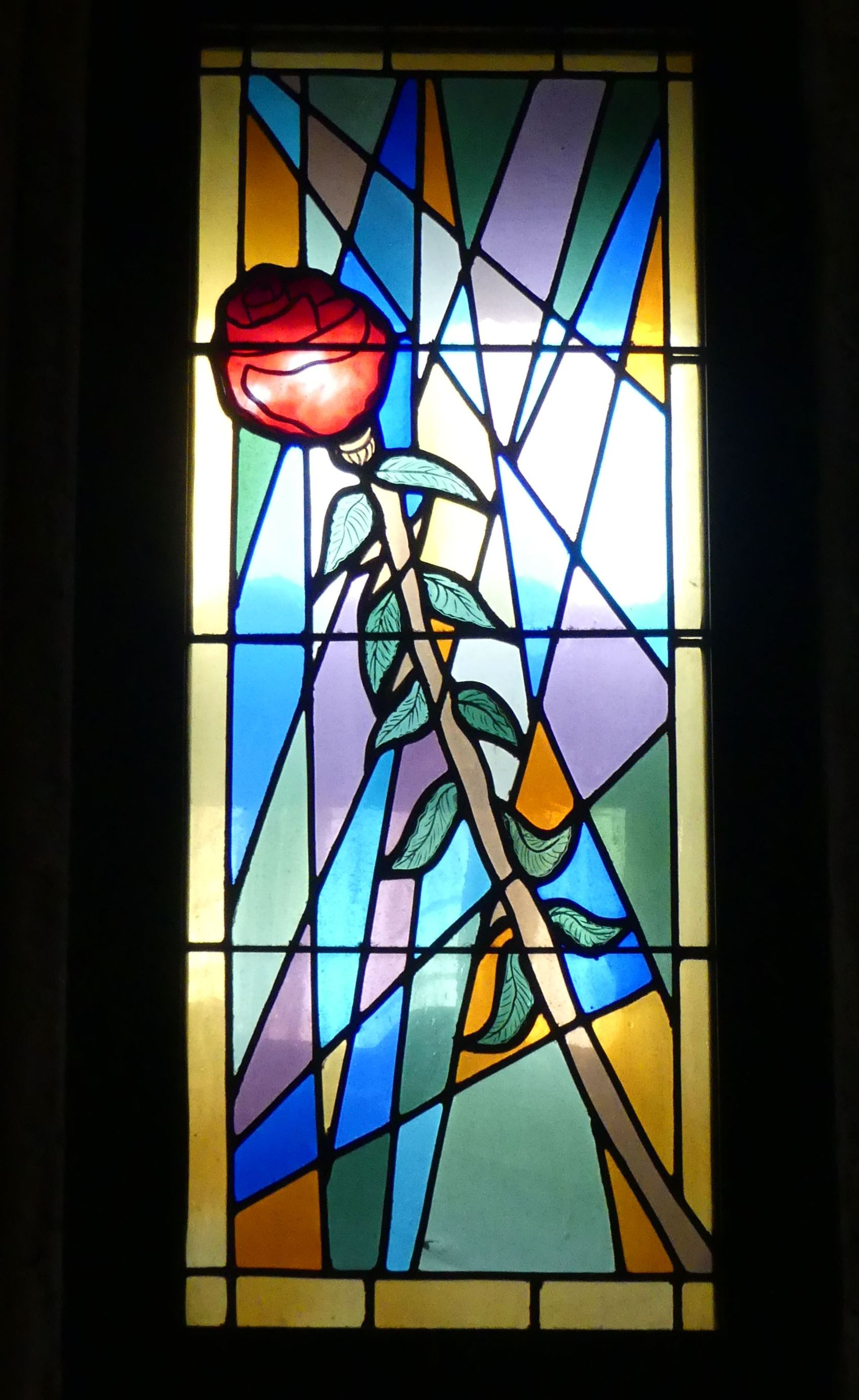
Vitrail de la chapelle de sainte Rita, la rose.
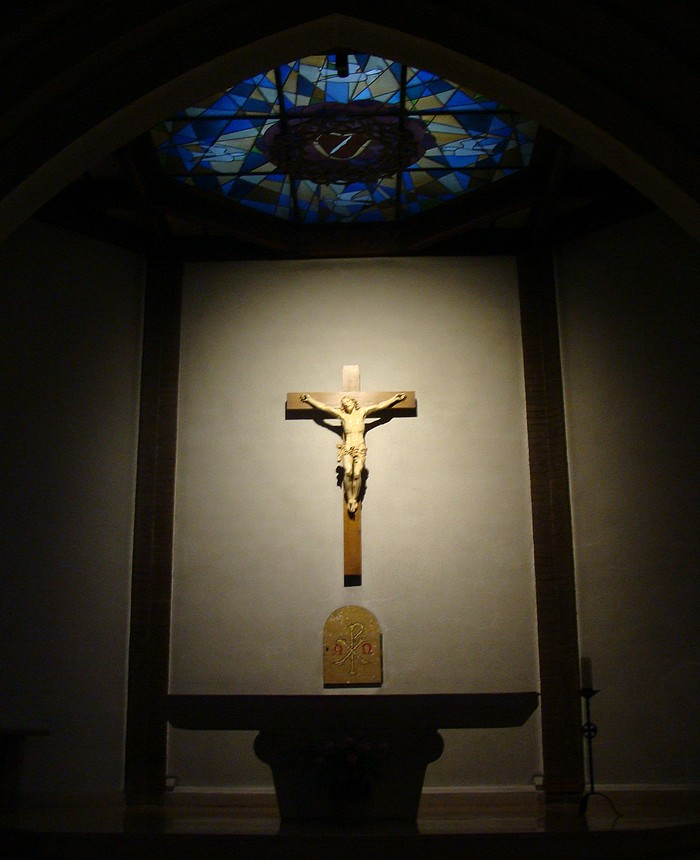
Le chœur, détail.
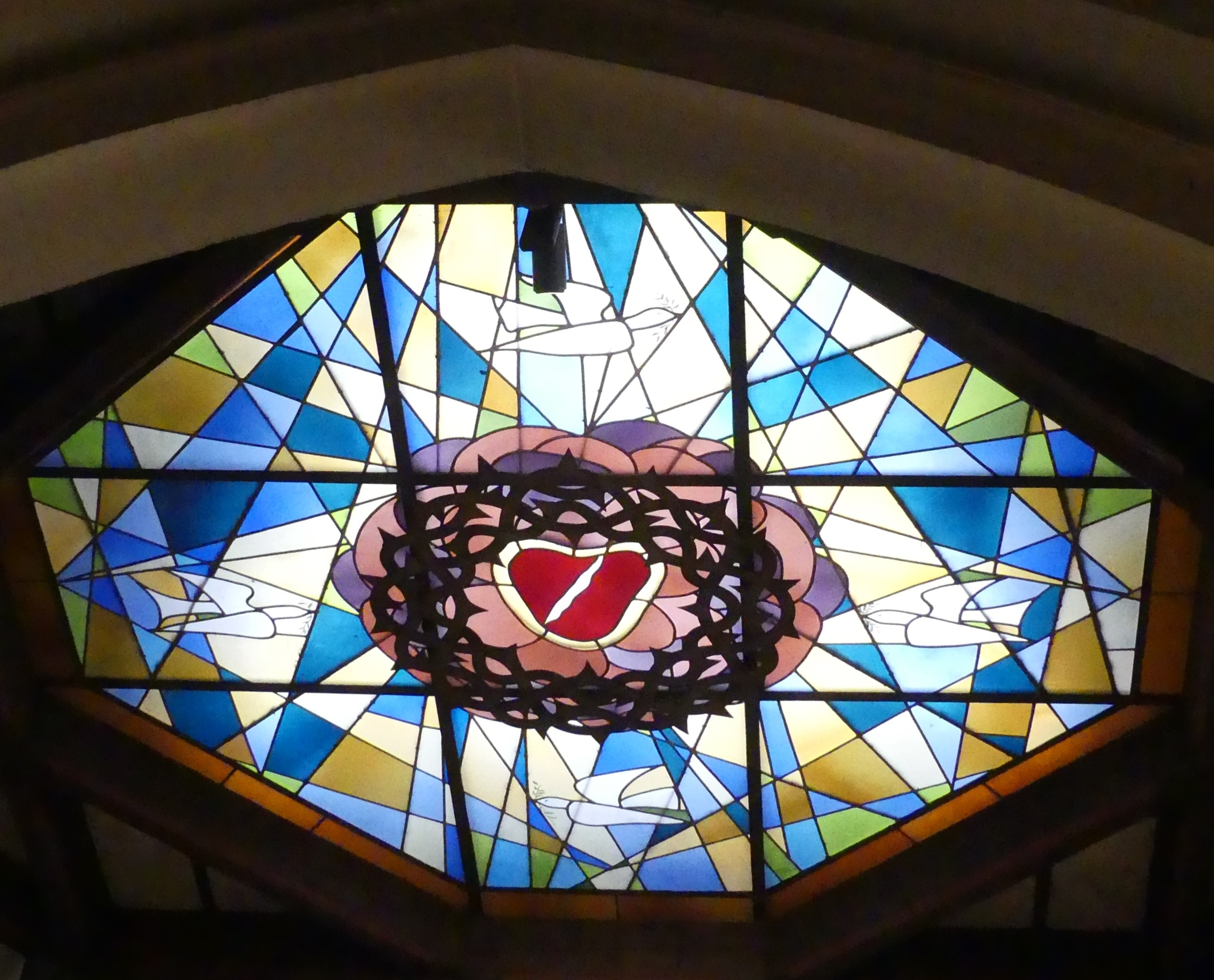
Verrière au-dessus du chœur
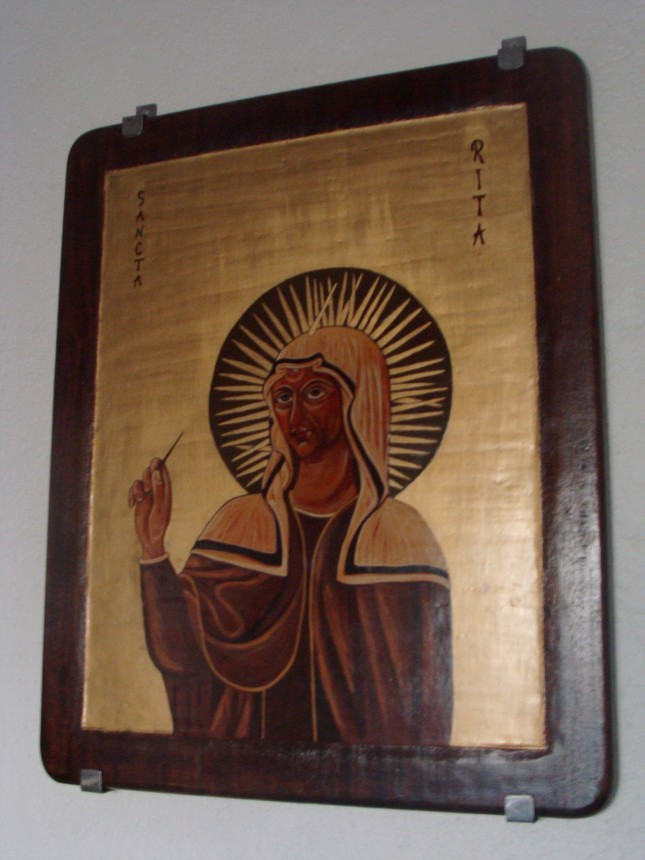
Icône de la sainte, dans la sacristie

## Culte
L'église Sainte-Rita des Trois-Lucs est une paroisse de l'évêché de Marseille. Sont célébrées les messes dominicales ainsi qu'une messe cinq jours par semaine. 
Chaque 22 du mois, des pèlerins rejoignent les paroissiens pour une messe dite en l'honneur de sainte Rita suivie d'une vénération de sa relique. Le 22 mai, jour de célébration solennelle de sa fête, de nombreux fidèles viennent en pèlerinage.
L'angélus sonne tous les jours à 7h, 12h et 18h30. Les trois cloches sonnent en volée rétrograde et donnent les notes suivantes : cloche1 = Sol3, cloche2 = La3, cloche3 = Si3. Les 3x3 coups sont donnés sur la cloche3 et la volée est effectuée sur la cloche2.